# Thomas de Berkeley (3e baron Berkeley)
Pour les articles homonymes, voir Thomas de Berkeley et Berkeley.
Thomas de Berkeley (v. 1293 – 27 octobre 1361), 3e baron Berkeley, dit le Riche, est un seigneur anglais. Issu d'une famille noble des Marches galloises peu renommée, il s'implique rapidement dans le conflit avec l'Écosse et s'affranchit progressivement de la tutelle qu'exerce son suzerain, le comte de Pembroke, sur sa famille. Thomas joue par la suite un rôle important dans l'élévation de la puissance de sa famille dans les Marches, notamment par son mariage avantageux avec l'une des filles de l'influent baron Roger Mortimer en 1319. Partageant l'hostilité qu'entretient son nouveau beau-père envers Hugues le Despenser, favori du roi Édouard II, il participe à la rébellion infructueuse menée par Roger en 1322 et est en conséquence incarcéré pour haute trahison pendant quatre ans.
Libéré à la chute d'Édouard II, Thomas reçoit en 1327 de Roger Mortimer, homme fort du nouveau régime instauré, la charge notoire de geôlier du roi déchu. Édouard II meurt peu après mystérieusement alors qu'il est sous la garde de Berkeley, mais le rôle de ce dernier dans le trépas de l'ancien souverain n'est pas immédiatement soulevé. Ce n'est qu'à la suite de l'exécution de Mortimer sur ordre d'Édouard III en 1330 que des accusations de régicide à l'encontre de Thomas sont émises. Acquitté de toutes les charges pesant à son encontre, Berkeley mène une existence relativement discrète, mais ne perd pas pour autant la confiance d'Édouard III, qui lui confie plusieurs missions diplomatiques et militaires jusqu'à sa mort en 1361.

## Biographie

### Origines et jeunesse
Thomas de Berkeley est issu de la famille de Berkeley, qui est l'une des plus influentes du Gloucestershire et des Marches galloises à la fin du XIIIe siècle. Né aux alentours de 1293, voire vers 1296, il est l'aîné d'une fratrie de cinq enfants et l'un des deux fils de Maurice de Berkeley, fils et héritier de Thomas de Berkeley, 1er baron Berkeley, et d'Eva la Zouche, fille d'Eudes de la Zouche. La première information le concernant dont on dispose date de juin 1314, lorsqu'il participe avec son grand-père Thomas, son père Maurice et son frère cadet Maurice à la bataille de Bannockburn contre les Écossais. On ignore s'il a déjà été adoubé à cette date, mais son élévation à la chevalerie survient sans aucun doute avant 1322. Au cours de cette bataille, le jeune Thomas est capturé avec son grand-père et son frère par l'armée adverse. Thomas demeure en captivité en Écosse pendant plusieurs mois, jusqu'au paiement d'une rançon par son père. 
À Bannockburn, les Berkeley ont servi dans la retenue d'Aymar de Valence, 2e comte de Pembroke. Toutefois, une rupture survient entre les Berkeley et le comte à partir de 1316. Le 31 juillet 1318, Thomas de Berkeley, accompagné de ses partisans, effectue une attaque dans la forêt de Painswick, qui appartient à Pembroke. En dépit des efforts de ce dernier pour faire arrêter les responsables, Thomas n'est pas traduit devant la justice royale, sans doute grâce à l'intervention en sa faveur de son père Maurice. Il va même jusqu'à capturer à l'automne 1319 les coroners du Gloucestershire chargés de la réouverture de l'affaire. Finalement, Maurice de Berkeley paie une indemnisation à Pembroke en février 1320. Entretemps, Thomas et ses proches ont rejoint la suite du puissant baron Roger Mortimer, 3e baron Mortimer de Wigmore. En mai 1319, l'alliance des Berkeley et des Mortimer est renforcée par le mariage de Thomas avec Marguerite, la fille aînée de Roger. En raison du jeune âge de Marguerite, âgée alors de quinze ans au moment des noces, ainsi que de leurs emprisonnements respectifs entre 1322 et 1326, le couple demeure longuement séparé et ne vit ensemble qu'à partir de mars 1328.

### Rébellion et emprisonnement
Thomas de Berkeley participe en mai 1321 à la guerre des Despenser, une rébellion baronniale dirigée par Thomas de Lancastre, 2e comte de Lancastre, ainsi que son beau-père Roger Mortimer contre le roi Édouard II et son favori honni, Hugues le Despenser. Pardonné le 20 août 1321 comme tous les autres rebelles, il reprend les armes au cours du mois de décembre 1321 après le rappel de Despenser par le roi. Tandis que Roger Mortimer et son père Maurice capitulent devant l'immense armée royale à la fin du mois de janvier et au début de février 1322, Thomas rejoint précipitamment le comte de Lancastre dans le nord de l'Angleterre pour poursuivre la lutte. Mais, comme le reste des insurgés, il est capturé lors de la bataille de Boroughbridge le 16 mars et est promptement incarcéré au château de Pevensey. Son père Maurice est quant à lui emprisonné au château de Wallingford, où il mourra en captivité le 31 mai 1326, tandis que son épouse Marguerite est recluse au prieuré de Shouldham, dans le comté de Norfolk, à partir d'avril 1324. Contrairement à son père, aucune tentative d'évasion ne semble avoir été offerte à Thomas par ses vassaux, peut-être parce que Pevensey est une forteresse bien plus modeste que Wallingford et qu'elle y accueille bien moins de rebelles. 
Ainsi, la libération de Thomas de Berkeley ne survient qu'à l'automne 1326, lorsque son beau-père Roger Mortimer, évadé de la Tour de Londres et réfugié en France depuis 1323, vient de prendre une nouvelle fois les armes avec le soutien de l'essentiel des barons d'Angleterre pour renverser le régime d'Édouard II et des Despenser. Thomas demeure emprisonné jusqu'au 16 octobre 1326, date à laquelle Mortimer marque une étape dans sa campagne contre le roi en s'arrêtant à Pevensey. Il obtient simultanément la restitution de ses possessions paternelles, dont le titre de baron Berkeley, qu'il a de jure hérité à la mort de son père au mois de mai précédent et sous lequel il est convoqué dès le 3 décembre 1326 pour assister au Parlement. À cette même période, il fait vraisemblablement ses retrouvailles à Wigmore avec son épouse Marguerite, qu'il n'a pas revue depuis au moins presque cinq ans. Il est possible que Thomas de Berkeley se soit rendu avec son beau-père à Londres pendant la session du Parlement qui siège à partir du 7 janvier 1327 et lors de laquelle Édouard II est déposé. Toutefois, Thomas ne semble avoir joué au cours de cette période aucun rôle d'envergure.

### Geôlier d'Édouard II et accusations de régicide
Le 3 avril 1327, Roger Mortimer remet la garde du souverain déchu à Thomas de Berkeley et son beau-frère John Maltravers. Édouard est emmené au château de Berkeley et Thomas reçoit quotidiennement la somme de 5 livres pour pourvoir aux besoins de son prisonnier. Cependant, les geôliers de l'ancien roi seront plus tard accusés de l'avoir maltraité. À la suite d'une tentative de délivrance en sa faveur organisée par les frères Dunheved en juin 1327, Édouard II est fréquemment déplacé d'un château à l'autre par Thomas afin d'empêcher de telles conspirations. Le monarque destitué est finalement ramené à Berkeley au début du mois de septembre 1327, mais un nouveau complot est fomenté pour le faire évader. Édouard meurt apparemment le 21 septembre au château et, en conséquence, Roger Mortimer est immédiatement soupçonné d'avoir orchestré son possible assassinat. Le rôle de Thomas de Berkeley dans la mort du roi demeure obscur, mais on ne dispose toutefois d'aucun élément pouvant certifier qu'Édouard II soit mort assassiné. Le corps d'Édouard est embaumé et reste étendu en l'état à Berkeley jusqu'au 21 octobre, avant d'être escorté à l'abbaye de Gloucester par Thomas de Berkeley afin d'y être inhumé. 
Thomas mène ensuite une existence discrète pendant la régence de Roger Mortimer. On sait qu'il obtient la validation de son mariage par le pape Jean XXII le 28 août 1329. En mars 1330, il obtient de son beau-père quelques terres confisquées au comte de Kent. Le 19 octobre 1330, le roi Édouard III procède à un coup d'État et fait arrêter Roger Mortimer. Le 26 novembre suivant, Thomas de Berkeley est convoqué devant le Parlement pour répondre aux charges de régicide prononcées à son égard. Pour la toute première fois, la mort d'Édouard II est officiellement décrite comme un meurtre, alors que Berkeley avait assuré qu'il avait trépassé de causes naturelles. Contrairement aux autres gardiens de l'ancien roi, tels Maltravers, William Ockley et Thomas Gurney, il n'essaie pas de s'enfuir du royaume et se présente devant le Parlement. Face aux accusations de meurtre sur personne de rang royal, Berkeley fait la déclaration surprenante qu'« il n'avait jamais été informé de cette mort [celle d'Édouard II] jusqu'au présent Parlement »,. Il est possible qu'il ait voulu signifier qu'il ignorait jusque-là les causes de la mort de l'ancien roi. Édouard III fait alors part de ses doutes face à la sincérité de Berkeley, qui affirme aussitôt qu'il se trouvait à son manoir de Bradley lorsque le roi déchu est mort.

### Acquittement, dernières années et mort
Édouard III semble avoir accepté ses contre-arguments, en dépit du fait qu'il est prouvé que Thomas se trouvait dans son château à la mort d'Édouard II le 21 septembre 1327 et ce pendant plus d'une semaine, jusqu'au 28 septembre. Le roi convoque un tribunal le 20 janvier 1331, qui conclut que Berkeley n'a pas été complice du meurtre d'Édouard II, qui est par la suite imputé à William Ockley et à Thomas Gurney. Thomas de Berkeley échappe de ce fait au sort des principaux inculpés dans la mort de l'ancien roi, comme son beau-père Roger Mortimer qui a été exécuté pour ce meurtre et d'autres charges (en particulier l'usurpation du pouvoir royal d'Édouard III) dès le 29 novembre 1330 ou Gurney qui est capturé en Italie par des agents royaux et meurt avant juillet 1333 pendant son extradition vers l'Angleterre. En outre, le roi ne confisque pas les biens de Thomas et lui rembourse même en 1331 une dette que la couronne avait jadis contractée envers lui. Berkeley est seulement accusé d'avoir désigné Gurney et Ockley comme les gardiens (et en définitive les assassins) du roi déchu,. Le 16 mars 1337, Thomas de Berkeley est finalement blanchi de toute accusation par un second tribunal composé de douze pairs convoqué sur ordre d'Édouard III.
Berkeley sert par la suite militairement et diplomatiquement le roi Édouard. Au cours de l'expédition royale en Écosse en juillet 1335, Thomas est l'un des barons anglais qui accompagnent depuis Berwick le détachement commandé par Édouard Balliol. Du fait de son statut de chevalier banneret, il conduit à cette occasion une suite de 48 hommes d'armes et de douze archers montés. Il commande par ailleurs les troupes anglaises dans les Marches écossaises et y exerce plusieurs fonctions à la demande d'Édouard III. En 1336, il est désigné par le roi comme gardien du Gloucestershire, du Worcestershire et du Herefordshire. Deux ans plus tard, il est nommé shérif du Gloucestershire. Au cours de la guerre de Cent Ans, il sert en tant que maréchal de l'armée anglaise en France en 1340 et 1342. Il accompagne dans les années qui suivent l'armée royale sur le continent à de nombreuses autres reprises. Enfin, en 1361, il est missionné par le roi auprès du pape Innocent VI en Avignon. Thomas de Berkeley continue à être convoqué régulièrement au Parlement en tant que baron et ce jusqu'au 20 novembre 1360. Il meurt le 27 octobre 1361 et est inhumé dans l'église Sainte-Marie-la-Vierge de Berkeley, où il est plus tard rejoint par sa seconde épouse Katherine Clivedon, décédée en 1385.

## Descendance

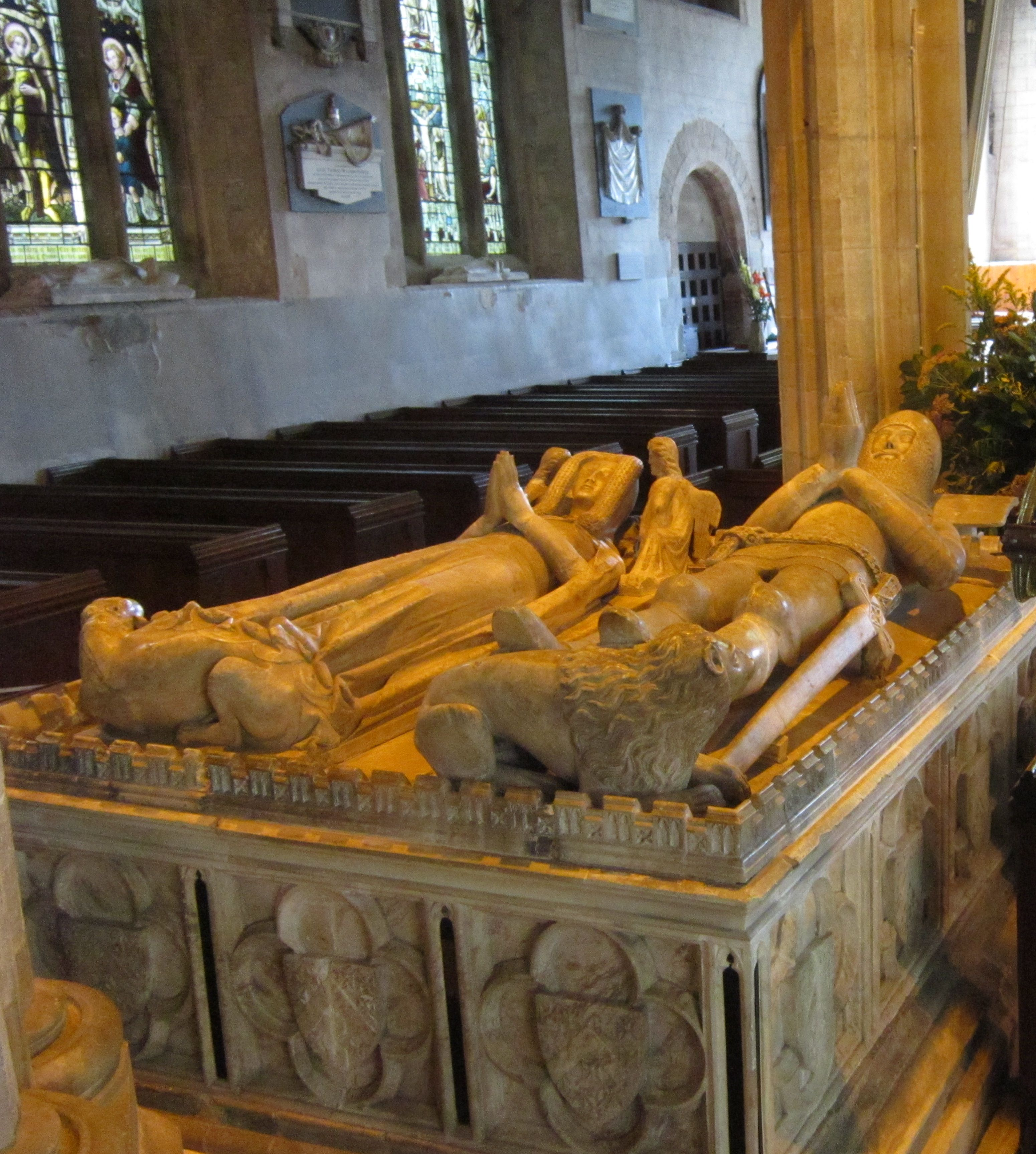
Gisants de Thomas de Berkeley et de sa seconde épouse Katherine Clivedon à l'église Sainte-Marie-la-Vierge de Berkeley.

De son premier mariage avec Marguerite Mortimer, qu'il épouse en mai 1319, Thomas de Berkeley a cinq enfants :
- Maurice de Berkeley (v. 1330 – 8 juin 1368), 4e baron Berkeley, épouse Élisabeth le Despenser ;
- Thomas de Berkeley, mort en bas âge ;
- Roger de Berkeley, mort en bas âge ;
- Alphonse de Berkeley, mort en bas âge ;
- Jeanne de Berkeley (? – 1369), épouse Reginald de Cobham, 1er baron Cobham.

Marguerite meurt le 5 mai 1337 et Thomas se remarie en secondes noces avec Katherine Clivedon le 30 mai 1347. Cette dernière lui donne quatre enfants supplémentaires :
- Thomas de Berkeley (7 juin 1348 – mort en bas âge) ;
- Maurice de Berkeley (27 mai 1349 – 3 juin 1368) ;
- Edmond de Berkeley (10 juillet 1350 – mort en bas âge) ;
- John de Berkeley (21 janvier 1352 – 5 mars 1428), épouse Elizabeth Betteshorne.

Par son fils aîné Maurice, Thomas de Berkeley est l'ancêtre de plusieurs comtes anglais, dont ceux de Northampton, de Shrewsbury, de Worcester, de Devon, de Huntingdon et d'Essex, et de plusieurs ducs de la pairie anglaise, tels ceux de Somerset, de Beaufort, de Buckingham et d'Exeter. Par ailleurs, au cours de la neuvième saison du documentaire généalogique américain Who Do You Think You Are?, l'actrice Courteney Cox découvre qu'elle descend de Thomas de Berkeley à la 18e génération.

## Postérité
Thomas de Berkeley apparaît dans deux œuvres de fiction consacrées à la déposition et au meurtre d'Édouard II d'Angleterre, dans lesquelles il est à chaque fois présenté comme le geôlier du roi mais non comme son assassin. Dans sa pièce historique Édouard II, le dramaturge Christopher Marlowe le mentionne brièvement à travers un court échange entre Roger Mortimer et l'évêque de Winchester : ce dernier informe Mortimer que le seigneur de Berkeley éprouve beaucoup de pitié pour Édouard II, poussant alors Mortimer à le révoquer et à le remplacer par Gurney et Matrevis, chargés de tourmenter et, finalement, d'assassiner le roi d'Angleterre. Thomas est aussi un personnage mineur à la fin du roman La Louve de France, qui est le cinquième tome de la saga historique Les Rois maudits, écrite par Maurice Druon. L'auteur décrit de la façon suivante sa personnalité ainsi que sa réaction à l'annonce de la mort de son captif : 

« Thomas de Berkeley, assez brave jeune homme que n'animait aucune férocité à l'égard de son semblable, ne possédait pas de raisons toutefois de se montrer bienveillant à l'excès envers l'ancien roi Édouard II qui l'avait tenu quatre ans en prison à Wallingford, en compagnie de son père Maurice, mort pendant cette détention. En revanche, tout l'incitait au dévouement envers son puissant beau-père, Roger Mortimer, dont il avait épousé la fille aînée en 1320, qu'il avait suivi dans la révolte de 1322, et auquel il devait sa délivrance l'année précédente. Thomas recevait la considérable somme de cent shillings par jour pour la garde et l'hébergement du roi déchu. 
 [...] 
 Thomas de Berkeley resta éloigné une bonne semaine et se montra en divers lieux d'alentour, essayant d'accréditer qu'il n'avait pas été dans son château au moment de la mort [d'Édouard II]. Il eut, à son retour, la mauvaise surprise d'apprendre que le cadavre était toujours chez lui. Aucun des monastères voisins ne s'en voulait charger. Berkeley dut garder son prisonnier en bière, pendant tout un mois, durant lequel il continua de percevoir ses cent shillings quotidiens. »